# Scott Beck
Scott Beck, född 22 oktober 1984 i Denver i Colorado (uppvuxen i Bettendorf i Iowa), är en amerikansk manusförfattare, regissör och producent. Han är tillsammans med kollegan Bryan Woods, mest känd för att ha varit medskrivare till filmmanuset för A Quiet Place (2018), samt för att ha skrivit och regisserat filmer såsom science fiction-actionthrillern 65 (2023).

## Filmografi (i urval)
- 2018 – A Quiet Place (manusförfattare och exekutiv producent)
- 2023 – 65 (regissör, manusförfattare och producent)
- 2023 – The Boogeyman (manusförfattare och exekutiv producent)
- 2024 – Heretic (regissör, manusförfattare och producent)